# John Hoskins Stone

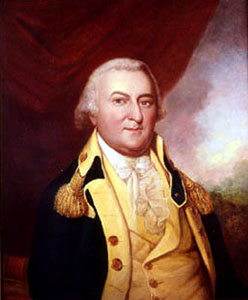
John Stone (Porträt von Charles Willson Peale)

John Hoskins Stone (um 1750 im Charles County, Province of Maryland; † 5. Oktober 1804 in Annapolis, Maryland) war ein US-amerikanischer Politiker und von 1794 bis 1797 der 5. Gouverneur des Bundesstaates Maryland.

## Frühe Jahre und politischer Aufstieg
Das genaue Geburtsdatum von John Stone ist nicht bekannt. Die Quellen gehen aber von einem Zeitpunkt um das Jahr 1750 aus. Er entstammte einer prominenten Politikerfamilie. William Stone, einer seiner Vorfahren, war 100 Jahre vor seiner Geburt bereits Gouverneur der britischen Kolonie Maryland gewesen. Sein Bruder Thomas war einer der Unterzeichner der Unabhängigkeitserklärung, ein anderer Bruder namens Michael war zwischen 1789 und 1791 Abgeordneter im US-Repräsentantenhaus. Der Vater war Eigentümer der Plantage „Poynton Manor“. Der junge John genoss eine private Schulausbildung. Nach einem Jurastudium wurde er im Charles County und in Annapolis als Anwalt tätig.
Während des Unabhängigkeitskrieges war Stone Offizier in einem Regiment aus Maryland. Er nahm an vielen Schlachten teil und wurde mehrfach verwundet. Im Jahr 1779 schied er nach einer weiteren Verwundung als Colonel aus der Armee aus. Danach wandte er sich der Politik zu. Er war Mitglied der Föderalistischen Partei. Zwischen 1779 und 1785 und nochmals von 1791 und 1792 gehörte er dem Beraterstab der Gouverneure von Maryland an. Dazwischen war er  von 1785 bis 1787 Abgeordneter im Repräsentantenhaus von Maryland. Im Jahr 1790 wurde er noch einmal in dieses Gremium gewählt. In den Jahren 1794, 1795 und 1796 wurde er jeweils für ein Jahr von der Legislative zum Gouverneur seines Staates gewählt.

## Gouverneur von Maryland und weiterer Lebenslauf
John Stone trat sein neues Amt am 14. November 1794 an und behielt es bis zum 17. November 1797. In dieser Zeit unterstützte Maryland den Aufbau der benachbarten Bundeshauptstadt Washington. Er war ein Anhänger von Präsident George Washington und dessen Politik. Stone führte auch einen jährlichen Rechenschaftsbericht des Gouverneurs an die Legislative ein. Nach dem Ende seiner Amtszeit zog er sich aus der Politik zurück. John Stone starb im Jahr 1804 in Annapolis. Mit seiner Frau Mary Couden hatte er vier Kinder.